# Río Luan
El río Luan o Luan He (en chino, 滦河; pinyin, Luánhé, anteriormente conocido como Lei Shui o Ru Shui)  es un río de la República Popular China, el segundo mayor que desemboca en el mar del norte del país. Nace en la provincia de Hebei, inmediatamente al norte de Beijing, entra brevemente en la Región Autónoma de Mongolia Interior, para volver a Hebei y desembocar finalmente en el golfo de Bohai. Con 888 km de longitud, su cuenca hidrográfica tiene una superficie de 44 900 km²..
Los principales afluentes son los ríos  Qinglonghe (222 km), Yixunhe (195 km), Baohe (120 km) y Xinzhouhe (112 km). Durante su recorrido, el Luan también pasa por la Gran Muralla. Después de Chengde, la ciudad más grande a lo largo de su curso, el río es navegable en pequeñas embarcaciones.

## Curso del río
El río Luan nace a una altitud de 2129 metros, al norte del monte Bayangurt, en el noroeste del condado autónomo manchú de Fengning de la ciudad-prefectura de Chengde, en la provincia de Hebei. La cabecera se conoce como río Shandian. Inicialmente se dirige hacia el norte y entra en  la Región Autónoma de Mongolia Interior, pasando cerca de la antigua capital mongola de Shangdu.  Esta sección mongola se llama «Shangdu Yin Gaole» ('meandro del río en Shangdu'), que significa río Shangdu en chino. Otro asentamiento importante en esta sección es Duolun. A partir de aquí, el curso del río vira  hacia el sureste de regreso a Hebei. Su curso toma luego dirección noroeste/sureste hasta su desembocadura en el mar de Bohai. El río pasa por los condados (xians) de Fengning, Chengde, Kuancheng (los tres en la ciudad-prefectura de Chengde), Qian'an y Luan (estos dos últimos en la ciudad-prefectura de Tangshan) antes de desembocar en el golfo de Bohai.
Los principales afluentes del río Luan son los ríos  Qinglonghe (222 km), Yixunhe (195 km), Baohe (120 km) y Xinzhouhe (112 km).  Durante su recorrido, el Luan también atraviesa la Gran Muralla, en un tramo ahora sumergida por la creación del embalse de Panjiakou . Después de Chengde, la ciudad más grande a lo largo de su curso, el río es navegable. En Chengde está la Residencia de montaña de Chengde, un jardín imperial catalogado como Patrimonio de la Humanidad según la Unesco desde 1994.
El río Luanhe fluye lentamente en los tramos superiores de la meseta de Mongolia Interior, con un lecho ancho y poco profundo; el tramo medio entra en las montes Yanshan, con pendientes pronunciadas y flujo rápido; el tramo inferior entra en la llanura de Jidong y vuelve a disminuir su velocidad. El río está muy sedimentado y por debajo de Chengde se pueden navegar en pequeñas embarcaciones. Durante la dinastía Qing, el emperador tomó un gran barco desde Chengde y entró en el curso principal desde su afluente el río Wulie y luego giró hacia el afluente del río Puhe para dirigirse hacia Liaoning. Sin embargo, a partir de la segunda mitad del siglo XX, debido a la grave destrucción de la vegetación costera y la reducción del caudal de agua, los grandes barcos ya no pueden navegar.
En los tramos medio y superior, el Luan sólo pasa por una ciudad, Chengde, cuya industria está subdesarrollada. La cuenca es básicamente agrícola montañosa, sin riego, ya que el río Luan tiene agua relativamente abundante y una calidad de agua relativamente limpia. En el río se ha construido los embalses de Daheiting (inaugurado en 1986), en el condado de Qianxi, y de Panjiakou (1975-1985), en la intersección con el río Puhe. Para aliviar la grave escasez de agua en el tramo inferior del río Haihe, se desvió agua de estos dos embalses para construir un proyecto para desviar agua desde Luanhe a Tianjin en 1983 , transfiriendo agua a Tianjin y Tangshan. El río Luan se transfiere a Tianjin a través del condado de Jiy desde el embalse Yuqiao.
El paisaje del valle del Luan es hermoso. Li Daoyuan mencionó una vez el "pico Qingchui" en el río Wulie, un afluente del río Ru (el antiguo nombre del río Luan) en su Shui Jing Zhu. La zona media y alta de la antigua provincia de Rehe era un área restringida real durante la dinastía Qing. Las montañas a ambos lados estaban cubiertas de altos pinos. Después del establecimiento de la República de China, la inmigración aumentó y la vegetación sufrió graves daños. Junto con la tala ilegal por parte de los señores de la guerra y del ejército invasor japonés, ahora, a excepción del lugar de veraneo, las principales zonas son productoras de arroz
Con el desarrollo de la economía, la contaminación del agua se ha convertido en una preocupación. La ciudad de Tianjin proporciona subsidios económicos a los tramos medio y superior del río Luan cada año para ayudar a mantener la calidad del agua limpia.

## Cráter de impacto
La evidencia geológica, como la presencia de suevita, sugiere que hay un cráter de impacto en el área. Se estima que tiene entre 70 y 170 km de diámetro y una edad de 129±3 Ma. Se dice que el curso circular del río Luan en su recorrido desde Mongolia Interior hasta Hebei define parte del contorno del cráter.

## Cuenca hidrográfica
La cuenca hidrográfica del Luan He tiene una superficie de 44 900 km² y está incluida casi en su totalidad en la provincia de Hebei. Sólo un pequeño tramo del curso superior del río (167 km) se encuentra en la Región Autónoma de Mongolia Interior; 800 km² de la cuenca se encuentran en esta provincia.

## Principales afluentes
El Luan He tiene los siguientes afluentes:
- Xiaoluan He, con una longitud de 143 km y una cuenca hidrográfica de 2070 km²;
- Xinzhou He, de 112 km y una cuenca  de 2070 km² ;
- Yixun He, de 195 km y una cuenca 7060 km²;
- Qinglong He, de 222 km y una cuenca de 6500 km²;
- Wulie He, de 96 km y una cuenca  de 2200 km²;
- Bao He, de 120 km y una cuenca 1950 km².

## Caudal y régimen
Las precipitaciones son moderadas pero distribuidas irregularmente: en promedio caen 564 mm en la cuenca y entre el 75 y el 85% de las precipitaciones se producen entre junio y septiembre. Las variaciones de un año a otro son mayores que en la mayoría de los ríos de China. La cuenca experimenta períodos de sequía o, por el contrario, violentas inundaciones. El caudal medio en la estación Luanxian (98% de la cuenca) es de 99,1 m³/s. Durante un período de 20 años (1972-1990), el caudal máximo en esta estación alcanzó un máximo de 9340 m³/s y un mínimo de 6,5 m³/s.

## Ocupación humana
Cerca de la ciudad de Chengde, situada al norte de la cuenca, se encuentran numerosas construcciones reales de la dinastía Qing. La construcción más famosa es la Residencia de montaña de Chengde (Bishu Shanzhuang en chino) construido en una zona montañosa, con un jardín imperial catalogado como Patrimonio de la Humanidad según la Unesco desde 1994. Los emperadores de esta dinastía residían allí durante el verano. Su construcción, iniciada en 1703, se completó en 1790. En esta época también se construyeron muchos templos alrededor de Chengde. En los condados (xians) de Luaping y Weichang, situados en la parte superior, abundan los edificios reales. Las ciudades de Tangshan y Qinghuangdao son importantes centros mineros de carbón y lugares turísticos. La ciudad de Tangsham sufrió un terremoto el 28 de julio de 1976 que mató a 240 000 personas y requirió su completa reconstrucción. Beidaihe es un lugar de veraneo y Shanhaiguan es el punto de partida de la Gran Muralla China.

## Acondicionamientos
En la cuenca se han construido cuatro grandes embalses para controlar las inundaciones, irrigar tierras de cultivo y proporcionar energía eléctrica. En los cursos superior y medio el potencial hidroeléctrico es significativo. La presa del embalse de Taolinkou (con una capacidad de 2100 hm³), situada en el afluente de Qinglonghe, tiene capacidad para regar 45 000 hectáreas de tierras agrícolas.
Para solucionar los problemas de suministro de agua potable de la vecina metrópolis de Tianjin, así como de las ciudades regionales de Qinhuangdao y Tangshan, tres canales de desvío toman parte del agua del río.

### Ecología y medio ambiente
La agricultura de regadío juega un papel importante en la cuenca.